# Phlebotomus boucheti
Phlebotomus boucheti är en tvåvingeart som beskrevs av Leger och Pesson 1994. Phlebotomus boucheti ingår i släktet Phlebotomus och familjen fjärilsmyggor. Inga underarter finns listade i Catalogue of Life.